# Titidiops
Titidiops là một chi nhện trong họ Thomisidae.